# Système septénaire
Le système septénaire est un système de numération utilisant la base 7.
Il utilise les chiffres de 0 à 6
Voici quelques nombres en bases 7 et 10:
| Base 10 | Base 7 |
| ------- | ------ |
| 0       | 0      |
| 1       | 1      |
| 2       | 2      |
| 3       | 3      |
| 4       | 4      |
| 5       | 5      |
| 6       | 6      |
| 7       | 10     |
| 8       | 11     |
| 9       | 12     |
| 10      | 13     |
| 11      | 14     |
| 20      | 26     |
| 30      | 42     |
| 40      | 55     |
| 50      | 101    |
| 60      | 114    |
| 70      | 130    |
| 80      | 143    |
| 90      | 156    |
| 100     | 202    |